# Ононский район
Оно́нский райо́н —  административно-территориальная единица (район) в Забайкальском крае России. В рамках организации местного самоуправления ему соответствует муниципальное образование Ононский муниципальный округ (в 2006—2023 гг. — муниципальный район).
Административный центр — село Нижний Цасучей.

## География

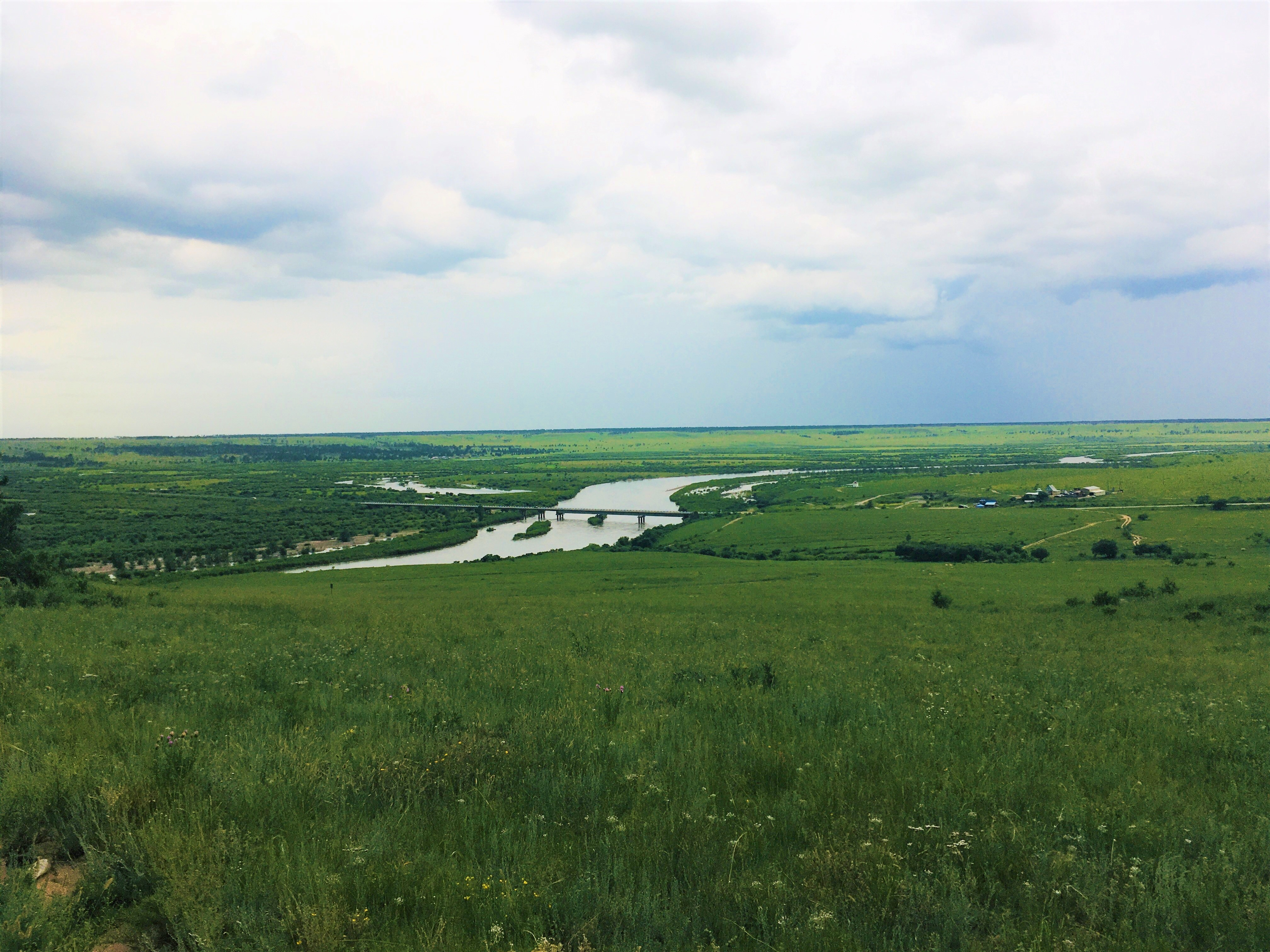
Пейзаж Ононского района. Мост через реку Онон

Район расположен на юге Забайкальского края, граничит с Монголией. Отличительной чертой рельефа является господство равнин, лишь на западе расположен хр. Эрмана. Характерна маловодность, местами бессточность, засолённость грунтов котловин и наличие сухих степей. Плоские и холмисто-увалистые равнины, а также мелкосопочные пространства расположены на высотах от 500 до 800 м. Среди равнин лежат обширные и небольшие бессточные котловины и широкие, преимущественно безводные пади. Наиболее низкие отметки рельефа в долине реки Онон и во впадине Торейских озёр: Барун-Торей и Зун-Торей. Многие впадины заняты сухими и мокрыми солончаками, мелкими солёными озёрами. Имеются месторождения полезных ископаемых: проявления агатов и халцедонов, Чалотское месторождение бериллия и др.
Климат резко континентальный. Лето жаркое. Ср. температура в июле +18 ÷ + 20 °C (максимальная +40 °C). Зима холодная, солнечная. Средняя температура в январе −24 ÷ −26 °C (абс. минимум −55 °C). Кол-во осадков от 350 мм/год на зап. до 250 мм/год и менее на юго-вост. Очень сухо весной и в начале лета. Вегетационный период продолжается 150 дней и более. Рек мало, они маловодны. По северу и северо-востоку района протекает р. Онон и её приток р. Борзя. Значительное распространение имеют каштановые и чернозёмные мучнисто-карбонатные глубокопромерзающие почвы. На западе района встречаются дерновые подтаёжные глубокопромерзающие почвы, в районе Торейских озёр — глубокопромерзающие солончаки. Для района характерны два типа местности — сухая степь (основные площади) и луговая равнина. Лишь на западе района встречаются горные лиственничные леса с подлеском из рододендрона и лиственничные травяные леса. Степи пижмовые, местами с зарослями ильмовника и абрикоса, тырсовые со значительным участием полыни, типчаковые, вострецовые, крупнозлаковые и др. полидоминантные степи. В районе Торейских озёр — пикульниковые луга в сочетании с вострецовыми степями и солончаковыми сообществами. Сосновые боры, занимающие плоскую высокую террасу Онона, располагаются в окружении сухих степей. Один из таких сосновых массивов — Цасучейский бор — объявлен заказником. На территории Даурского заповедника находятся озёра Барун-Торей (большая часть) и Зун-Торей (частично).

## История
Район образован 16 января 1941 года из частей территории Борзинского и Оловяннинского районов.

## Население
| 2002    | 2007    | 2009    | 2010    | 2011    | 2012    | 2013    | 2014    | 2015    |
| ------- | ------- | ------- | ------- | ------- | ------- | ------- | ------- | ------- |
| 13 614  | ↘13 000 | ↘12 949 | ↘11 199 | ↘11 137 | ↘10 894 | ↘10 587 | ↘10 369 | ↘10 181 |
| 2016    | 2017    | 2018    | 2019    | 2020    | 2021    |         |         |         |
| ↘10 099 | ↘9955   | ↘9807   | ↘9597   | ↘9320   | ↘8720   |         |         |         |

### Национальный состав
- Русские 8628 чел. (77,04 %)
- Буряты 2233 чел. (19,93 %)
- Остальные 238 чел. (2,12 %)

## Муниципально-территориальное устройство
В рамках организации местного самоуправления на территории района функционирует муниципальное образование Ононский муниципальный округ (в 2006—2023 гг. — муниципальный район).
В существовавший с 2006 до 2022 года муниципальный район входили 11 муниципальных образований со статусом сельского поселения:
| №  | Сельское поселение | Административный центр | Количество населённых пунктов | Население (чел.) | Площадь (км²) |
| -- | ------------------ | ---------------------- | ----------------------------- | ---------------- | ------------- |
| 1  | Большевистское     | село Большевик         | 4                             | ↘673             | 449,76        |
| 2  | Буйлэсанское       | село Буйлэсан          | 2                             | ↘393             | 310,28        |
| 3  | Верхнецасучейское  | село Верхний Цасучей   | 1                             | ↗1026            | 344,43        |
| 4  | Дурулгуйское       | село Новый Дурулгуй    | 2                             | ↘760             | 510,77        |
| 5  | Ималкинское        | село Красная Ималка    | 2                             | ↘370             | 591,65        |
| 6  | Кулусутайское      | село Кулусутай         | 2                             | ↘475             | 409,59        |
| 7  | Нижнецасучейское   | село Нижний Цасучей    | 1                             | ↘3022            | 26,23         |
| 8  | Новозоринское      | село Новая Заря        | 2                             | ↘572             | 444,12        |
| 9  | Тут-Халтуйское     | село Тут-Халтуй        | 2                             | ↘376             | 461,85        |
| 10 | Холуй-Базинское    | село Холуй-База        | 2                             | ↘416             | 349,05        |
| 11 | Чиндантское        | село Чиндант 1-й       | 3                             | ↘637             | 308,64        |

3 февраля 2023 года муниципальный район и все входившие в его состав сельские поселения были упразднены и объединены в муниципальный округ.

## Населённые пункты
В Ононском районе 23 населённых пункта.
| №  | Населённый пункт | Тип  | Население    | Бывшее сельское поселение |
| -- | ---------------- | ---- | ------------ | ------------------------- |
| 1  | Байн-Цаган       | село | ↘51 (2021)   | Буйлэсанское              |
| 2  | Большевик        | село | ↘328 (2021)  | Большевистское            |
| 3  | Буйлэсан         | село | ↘390 (2021)  | Буйлэсанское              |
| 4  | Верхний Цасучей  | село | ↗1026 (2021) | Верхнецасучейское         |
| 5  | Заря             | село | 0 (2021)     | Новозоринское             |
| 6  | Икарал           | село | ↘141 (2021)  | Чиндантское               |
| 7  | Красная Ималка   | село | ↘367 (2021)  | Ималкинское               |
| 8  | Кубухай          | село | ↘320 (2021)  | Большевистское            |
| 9  | Кулусутай        | село | ↘555 (2021)  | Кулусутайское             |
| 10 | Куранжа          | село | ↘116 (2021)  | Тут-Халтуйское            |
| 11 | Нижний Кулусутай | село | 0 (2021)     | Кулусутайское             |
| 12 | Нижний Цасучей   | село | ↘3022 (2021) | Нижнецасучейское          |
| 13 | Новая Заря       | село | ↘619 (2021)  | Новозоринское             |
| 14 | Новый Дурулгуй   | село | ↘688 (2021)  | Дурулгуйское              |
| 15 | Старый Дурулгуй  | село | ↘114 (2021)  | Дурулгуйское              |
| 16 | Старый Чиндант   | село | ↘98 (2021)   | Чиндантское               |
| 17 | Тут-Халтуй       | село | ↘383 (2021)  | Тут-Халтуйское            |
| 18 | Урта-Харгана     | село | ↘51 (2021)   | Большевистское            |
| 19 | Усть-Борзя       | село | ↘224 (2021)  | Холуй-Базинское           |
| 20 | Усть-Ималка      | село | ↘33 (2021)   | Ималкинское               |
| 21 | Усть-Лиска       | село | ↘83 (2021)   | Большевистское            |
| 22 | Холуй-База       | село | ↘225 (2021)  | Холуй-Базинское           |
| 23 | Чиндант 1-й      | село | ↘495 (2021)  | Чиндантское               |

Законом Забайкальского края от 25 декабря 2013 года было принято решение образовать новые сёла: Нижний Кулусутай и Заря. На федеральном уровне им были присвоены наименования Распоряжениями Правительства Российской Федерации от 13 мая 2015 года № 860-р — селу Заря, от 1 марта 2016 г. N 350-р — селу Нижний Кулусутай.

## Экономика
Ведущее значение в экономике района имеет сельское хозяйство. Среди земельных угодий преобладают пастбища и пашни. Основную часть денежных доходов обеспечивает выращивание зерновых и животноводство. Район специализуется на тонкорунном овцеводстве. Имеет место верблюдоводство. Сельхозпроизводство ведут: колхоз «Рассвет» (с. Кулусутай), ПСХК «Красная Ималка» (с. Красная Ималка). Действуют Ононский лесхоз. Промышленность в основном связана с переработкой местного сельхозсырья и обслуживанием бытовых нужд населения.

## Образование и культура
На начало 2002 года насчитывалось 15 дневных общеобразовательных учреждений, 20 библиотек, 20 клубов, Музей историко-краеведческий Ононский в с. Нижний Цасучей, 3 больницы, 2 врачебные амбулатории и 16 фельдшерско-акушерских пунктов. Издаётся еженедельная районная газета «Ононская заря».